# ایرینا پرس
ایرینا پرس (روسی: Ирина Натановна Пресс؛ ۱۰ مارس ۱۹۳۹ – ۲۱ فوریه ۲۰۰۴) دونده و ورزشکار پنج‌گانه زن اهل اتحاد جماهیر شوروی سوسیالیستی بود.
وی همچنین برندهٔ جوایزی همچون نشان دوستی شده‌است.
وی در مسابقات کشوری و بین‌المللی در مجموع برندهٔ ۲ مدال طلا شده‌است.